# Cabidos
Cabidos ist eine französische Gemeinde mit 170 Einwohnern (Stand 1. Januar 2022) im Département Pyrénées-Atlantiques in der Region Nouvelle-Aquitaine. Die Gemeinde gehört zum Arrondissement Pau und zum Kanton Artix et Pays de Soubestre (bis 2015: Kanton Arzacq-Arraziguet).
Die Bewohner werden Cabidossais oder Cabidossaises genannt. Der Name in der gascognischen Sprache lautet Cabidòs.

## Geographie
Cabidos liegt ca. 35 km nördlich von Pau in der historischen Provinz Béarn an der Grenze zum benachbarten Département Landes.
Umgeben wird der Ort von den Nachbargemeinden:
|                         | Malaussanne                                 | Philondenx (Landes) |
| Montagut                | Kompassrose, die auf Nachbargemeinden zeigt | Arzacq-Arraziguet   |
| Piets-Plasence-Moustrou | Garos                                       |                     |

Der Fluss Luy de France durchquert das Gebiet der Gemeinde. Sein Zufluss Rance verläuft im äußersten Westen, ein weiterer Zufluss, der Ruisseau Larritou, entspringt im östlichen Gemeindegebiet.

## Geschichte
Cabidos wurde 1323 erstmals in den Urkunden des Béarn erwähnt und erschien in der Folge in den Formen Cabidos en lo bayliadge de Garos (1442, Verträge des Bearner Notars Carresse) und Cabidos en France (1675, Manuskriptsammlung des Béarn).
Auf der Karte von Cassini 1750 ist die Gemeinde nicht als Teil der Provinz Béarn eingezeichnet, während der Französischen Revolution 1793 aber als Gemeinde des neu gegründete Départements Basses-Pyrénées.

### Einwohnerentwicklung
Nach einem Höchststand von rund 400 Einwohnern in der Mitte des 19. Jahrhunderts ist die Einwohnerzahl bei kurzen Phasen von Stabilisierungen bis 1990 um insgesamt zwei Drittel zurückgegangen. Seitdem hat sie sich stabilisiert und steigt wieder leicht an.
| Jahr      | 1962 | 1968 | 1975 | 1982 | 1990 | 1999 | 2006 | 2009 | 2022 |
| --------- | ---- | ---- | ---- | ---- | ---- | ---- | ---- | ---- | ---- |
| Einwohner | 201  | 172  | 134  | 139  | 129  | 133  | 158  | 180  | 170  |

## Sehenswürdigkeiten
- Ortskirche, gewidmet Mariä Himmelfahrt. Das Langhaus und der untere Teil der Apsis sind romanischen Ursprungs aus dem 12. Jahrhundert. Das nördliche Seitenschiff wurde im 14. oder 15. Jahrhundert hinzugefügt oder umgearbeitet. 1599 wurde die Kirche in den Schriften erwähnt, damals noch Eutropius von Saintes geweiht. Im 18. Jahrhundert erfolgte wie bei vielen Kirchen zu der Zeit der Wechsel des Patroziniums hin zu Mariä Himmelfahrt. 1827 wurde das Gebäude erstmals verstärkt, in den Jahren 1884 und 1885 restauriert. Im Innern sind sechs scheibenförmige Grabstelen, genannt Hilarri, aufbewahrt, die ursprünglich aus dem benachbarten Friedhof stammen. Sie sind allerdings in einem schlechten Zustand und die Inschriften und Gravuren sind teilweise schlecht erkennbar.[9][10][11]

- Landsitz von Cabidos. Das heutige Schloss, auf einer Anhöhe gelegen, stammt aus dem 17. Jahrhundert. Aufgrund der exponierten geografischen Lage könnte es ein früheres Gebäude mit größerer Bedeutung an der gleichen Stelle ersetzt haben. Das Erdgeschoss erfuhr bereits im 18. Jahrhundert einen Umbau, bei dem neue Fenster eingesetzt wurden unter Bewahrung der Zwillingsfenster in der ersten Etage aus dem Jahrhundert zuvor. Im Innern zeigt ein teilweise verblasstes Fresko einen Korb mit Blumen und Obst.[12][13]

- Landsitz, genannt Schloss von Trubessé. 1419 wurde der Verkauf des Gebäudes von Baron de Trubessé an Arnauton Guilhem Du Vignau erwähnt, was darauf schließen lässt, dass es bereits vor dem 15. Jahrhundert errichtet worden war. Durch mehrere umfangreiche Umbauten sind allerdings die ältesten Teile des heutigen Bauwerks nicht älter als aus dem 16. Jahrhundert. Ein runder Turm ist an die Westfassade gelehnt. Es wird jedoch vermutet, dass der Komplex einst vier Türme aufwies. Umbauten und Erweiterungen im 18. Jahrhundert führten zum Abriss der drei anderen Türme.[14][15]

## Wirtschaft und Infrastruktur
Der Weinanbau ist einer der wichtigsten Wirtschaftsfaktoren der Gemeinde.

### Bildung
Cabidos verfügt über eine öffentliche Grundschule mit 19 Schülerinnen und Schülern im Schuljahr 2016/2017.

### Verkehr
Die Gemeinde ist angeschlossen an die Routes départementales 72, 264 und 664.